# Шуме Републике Српске
Шуме Републике Српске (раније Српске шуме) јесу јавно предузеће шумарства у Републици Српској.
Сједиште Шума је у Сокоцу.

## Историја
Шуме Републике Српске су основане доношењем Одлуке о оснивању Јавног предузећа шумарства Српске Републике Босне и Херцеговине од 8. јуна 1992. године. Према Закону о шумама (1994) државним шумама и шумским земљиштем је управљало и газдовало Јавно предузеће шумарства преко шумских газдинстава која су била у његовом саставу и која су имала статус правног лица и властити рачун. Јавно предузеће шумарства је пословало под фирмом „Српске шуме”. Органи Српских шума су били: Управни одбор, директор и Надзорни одбор. Измјенама и допунама закона од 24. јуна 1998. године сједиште Српских шума је у Сокоцу.
Промјена облика организовања јавног предузећа у друштво капитала/акционарско друштво извршена је измјенама и допунама закона од 17. маја 2005. године. Јавно предузеће шумарства од тада послује под фирмом „Шуме Републике Српске”. Једночлано акционарско друштво је било организовано кроз 41 шумско газдинство која су од тада пословала као организациони дијелови без својства правног лица.

## Организација
Органи управљања и руковођења Шумама Републике Српске су Скупштина, Надзорни одбор и Управа.
Послове Скупштине обавља Влада Републике Српске. Скупштина доноси Статут, именује и разрјешава Надзорни одбор и Одбор за ревизију и одлучује о статусним промјенама. Надзорни одбор се састоји од пет чланова, узимајући у обзир да у састав уђе најмање по један члан шумарске, економске и правне струке. Надзорни одбор именује и разрјешава Управу и надзире њен рад. Управу чини директор Шума и пет извршних директора. Бира се на основу спроведеног јавног конкурса на период од четири године.
Шуме Републике Српске у свом саставу имају сљедеће организационе дијелове: 26 шумских газдинстава, Истраживачко-развојни и пројектни центар, Центар за сјеменско-расадничку производњу, Центар за газдовање кршом и Дирекцију. У оквиру шумских газдинстава могу се формирати шумске управе, радне јединице и ревири.